# Edmund Kean
Edmund Kean (4 tháng 11 năm 1787 – 15 tháng 5 năm 1833) là diễn viên sân khấu kịch Shakespeare người Anh, từng diễn tại Luân Đôn, Belfast, New York, Quebec và Paris. Ông được biết đến với vóc dáng nhỏ bé, đời tư sóng gió và cuộc ly hôn gây tranh cãi.

## Tiểu sử

### Đầu đời
Kean sinh tại Westminster, Luân Đôn. Cha có thể tên là Edmund Kean làm thư ký cho một kiến trúc sư. Còn mẹ ông là nữ diễn viên Anne Carey, con gái nhà soạn nhạc và nhà viết kịch thế kỷ 18 Henry Carey.
Khi mới 4 tuổi, Kean lần đầu lên sân khấu vào vai Cupid trong vở ba lê Cymon của Jean-Georges Noverre. Tính tình hoạt bát, thông minh và lôi cuốn của cậu nhỏ khiến mọi người yêu mến, nhưng đồng thời cậu phải sống trong điều kiện khắc nghiệt và thiếu kỷ luật. Cả hai làm nên trong Kean tính tự lực nhưng mang khuynh hướng ương ngạnh. Khoảng năm 1794, Kean được đến trường nhờ lòng hảo tâm và học rất tốt. Nhưng không chấp nhận môi trường bó buộc, Kean bỏ đi làm bồi tàu tại Portsmouth. Thấy cuộc sống trên biển lại còn mất tự do hơn, Kean vờ vừa điếc vừa què lừa được các bác sĩ ở Madeira.
Khi trở về Anh, Kean tìm đến chú mình là Moses Kean để được bảo trợ. Moses là một nghệ sĩ giải trí giỏi nhại, nói tiếng bụng đã cho cậu tập kịch câm cũng như mang đến Shakespeare cho cậu. Khi ấy, nữ diễn viên Charlotte Tidswell, người rất tốt bụng với Kean từ thuở nhỏ đã dạy cậu những nguyên tắc diễn xuất.
Sau khi ông chú qua đời, Tidswell bảo trợ cho Kean, cậu bắt đầu học có hệ thống về các nhân vật chính trong kịch Shakespeare, thể hiện khả năng đặc biệt thiên phú khác biệt hoàn toàn với cách diễn của John Philip Kemble vốn được cho là khuôn mẫu tiêu biểu cho những vai này. Tài năng và vẻ ngoài thú vị khiến một bà tên Clarke nhận nuôi Kean, nhưng Kean khó chịu trước các bình phẩm của khách khứa, nên đã rời nhà bà và quay về đời sống cũ.

### Khám phá
Ở tuổi 14, Kean cam kết để nhận đóng chính 20 đêm tại Nhà hát York, trong các vai Hamlet, Hastings và Cato. Ngay sau đó, khi Kean đang đầu quân cho đoàn kịch lưu động Nhà hát Richardson, vua George III nghe được lời đồn về khả năng diễn xuất của Kean nên đã lệnh cho cậu đến Lâu đài Windsor. Sau đó, Kean tham gia đoàn xiếc Saunders, bị ngã gãy cả hai chân trong tiết mục cưỡi ngựa, để lại di chứng trên mu bàn chân suốt đời.
Khi ấy, Kean học nhạc từ Charles Incledon, khiêu vũ từ D'Egville và đấu kiếm từ Angelo. Năm 1807, anh diễn chính cùng Sarah Siddons tại nhà hát Belfast. Siddons bắt đầu gọi Kean là "người tí hon dễ sợ" (tiếng Anh: a horrid little man) và thấy được khả năng của ông là "diễn rất, rất hay" nhưng "còn quá ít để thành một diễn viên giỏi." Kean ra mắt sớm cùng công ty của bà Baker. Năm 1808, ông gia nhập đoàn kịch tỉnh của nam diễn viên Samuel Butler. Ngày 17 tháng 7, Kean kết hôn với nữ diễn viên chính Mary Chambers thành Waterford. Vợ ông sinh hạ hai trai, trong đó có nam diễn viên Charles Kean về sau.

### Drury Lane và New York

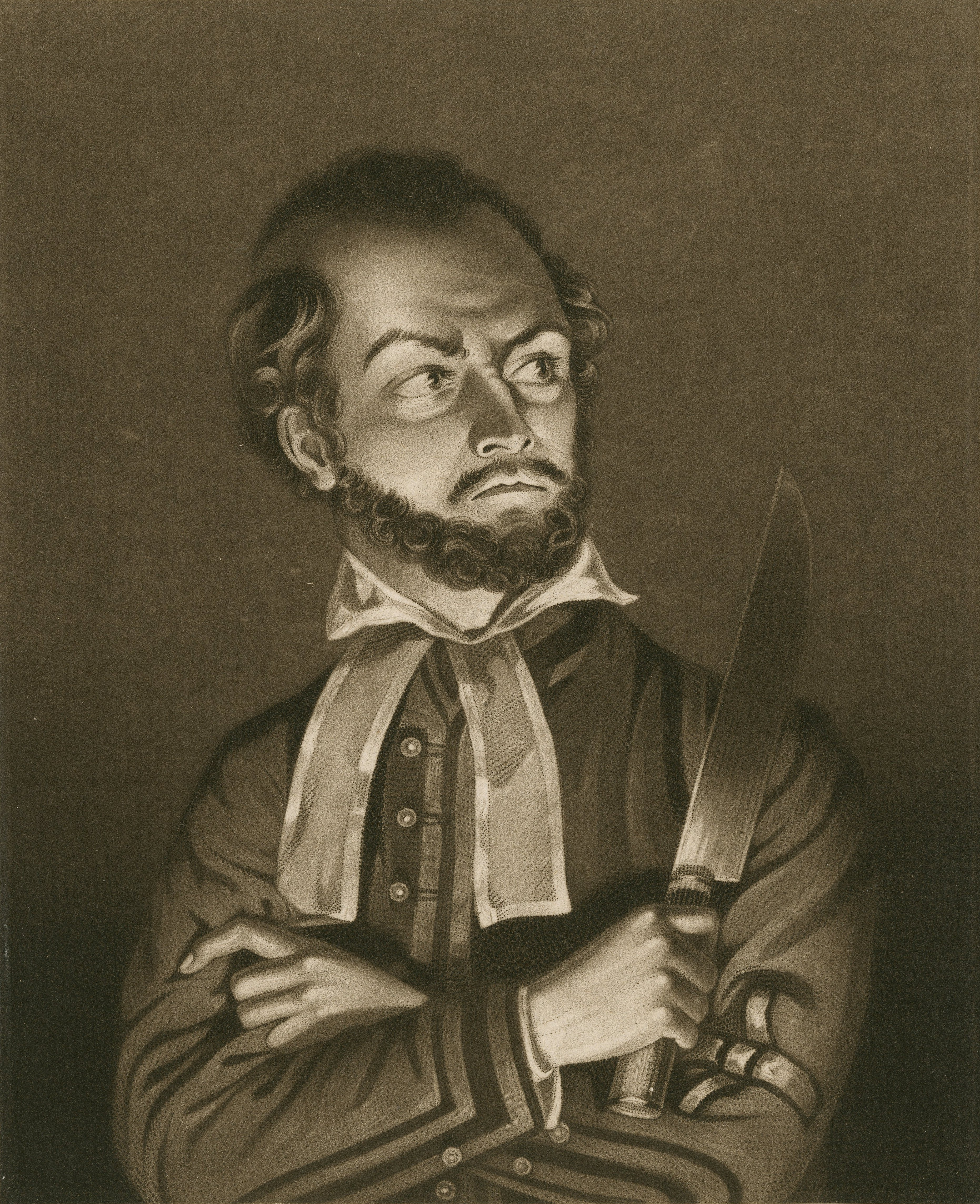
Hình in Edmund Kean trong vai Shylock vở Người lái buôn thành Venice của Shakespeare

Sự nghiệp Kean ảm đạm trong vài năm. Năm 1814, hội đồng Nhà hát Drury Lane đang trên bờ phá sản, đã quyết định gửi gắm cơ hội vào Kean trong một loạt các "thử nghiệm" nhằm thành công trở lại. Khi mong ước lần đầu được diễn tại Luân Đôn đã rất gần, Kean sốt sắng thốt lên: "Nếu thành công, tôi phát điên mất." Một ngày sau khi ký hợp đồng kéo dài 3 năm với Drury Lane, con trai lớn của Kean chết vì không có tiền chữa trị.
Ngày 26 tháng 1 năm 1014, Kean ra mắt tại Drury Lane với vai Shylock đã khuấy động khán giả đến mức gần như không kiểm soát nổi. Khán giả đương thời thấy rằng Kean đã khắc họa phẩm cách và nhân bản cho nhân vật. Trong thư gửi chị gái Cassandra ngày 2 tháng 3 năm 1814, Jane Austen nói đến sự nổi tiếng của Kean: "Đã đặt được chỗ chính thức thứ Bảy tại Drury Lane, nhưng Kean được hâm mộ đến mức chỉ có thể ngồi hàng thứ ba hoặc thứ tư". Những lần xuất hiện liên tiếp trong Richard III, Hamlet, Othello, Macbeth và Vua Lia chứng tỏ khả năng nhuần nhuyễn của Kean trong việc thể hiện các cung bậc cảm xúc bi kịch. Thành công lớn đến nỗi chính Kean còn phải nói: "Tôi còn không cảm nhận được sân khấu bên dưới mình".

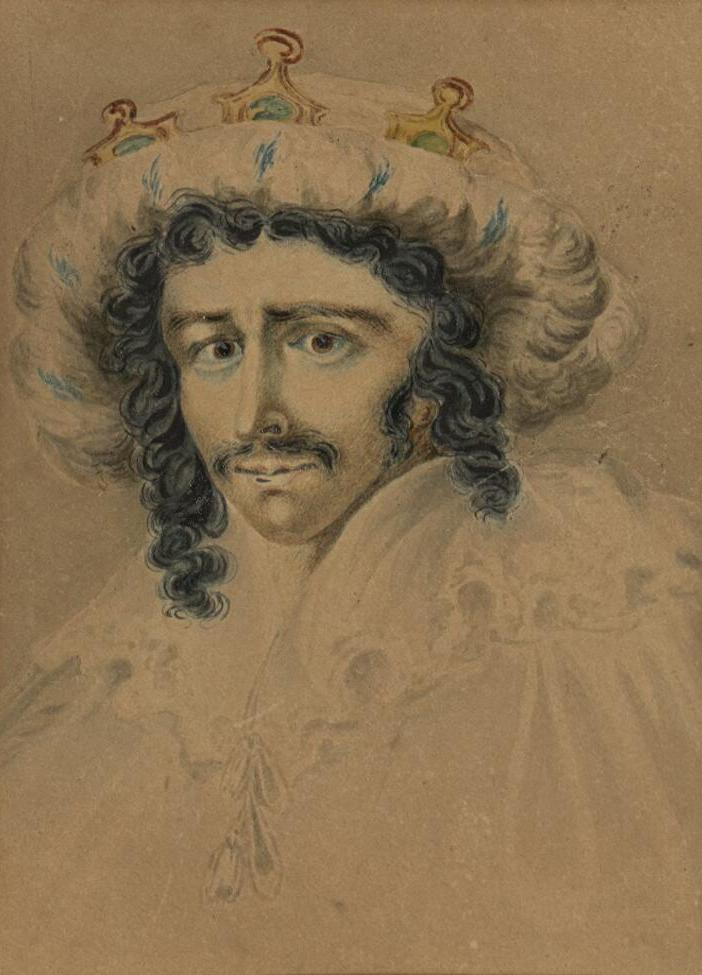
Edmund Kean trong vai Richard III

Năm 1817, nhà viết kịch địa phương Charles Bucke gửi vở The Italians, or; The Fatal Accusation cho Drury Lane, mà Kean sẽ đóng vai chính. Cả hội đồng lẫn diễn viên đều nồng nhiệt đón nhận vở này cho đến khi Kean có vẻ thay đổi thẳng thắn nói rằng phần diễn của mình không đủ tầm. Tháng 2 năm 1819, sau khi Kean làm hỏng đêm khai mạc Switzerland của tiểu thuyết gia lịch sử Jane Porter vì hiềm thù cá nhân, Bucke tỏ ra coi thường hành vi của Kean mà rút lại vở kịch. Sau nhiều lần thuyết phục nhân viên nhà hát vẫn trình diễn, Bucke sau đó đã cho tái bản vở kịch với lời tựa liên quan đến vụ việc, gồm các đoạn trích trong thư từ giữa các bên liên quan, về sau được chất vấn trong hai sách The Assailant Assailed và A Defense of Edmund Kean, Esq.. Hai bên đều bị mất mặt, vở vẫn được trình diễn ngày 3 tháng 4 năm 1819 nhưng không được đón nhận do những tranh cãi xung quanh cộng với hành vi của Kean.
Ngày 29 tháng 11 năm 1820, Kean diễn lần đầu tại Thành phố New York với vai Richard III tại Nhà hát Phố Anthony. Chuyến đi diễn tại Mỹ này khá thành công, dù ông có vướng vào một cuộc tranh cãi gay gắt với báo chí. Năm 1821, Kean diễn cùng với Mary Ann Duff ở Boston trong Người mẹ khốn khổ của Ambrose Philips, chuyển thể từ Andromaque của Racine. Ngày 4 tháng 6 năm 1821, ông trở lại Anh.
Kean là người đầu tiên diễn lại cái kết bi thảm cho vở Vua Lear của Shakespeare, vì từ năm 1681 trên sân khấu đã thay thế bằng kết thúc có hậu trong bản chuyển thể The History of King Lear của Nahum Tate. Kean trước đó cũng từng diễn vai Lear của Tate, nhưng tâm sự với vợ rằng khán giả Luân Đôn "chẳng biết anh có thể làm gì cho đến khi thấy anh bên xác chết Cordelia." Kean vài lần diễn Lear theo cách bi thảm. Khán giả không đón nhận nồng nhiệt, dù cũng có nhà phê bình mô tả cảnh hấp hối là Kean "diễn sâu". Đầy tiếc nuối nhưng Kean đành quay lại với bản của Tate.

### Đời tư

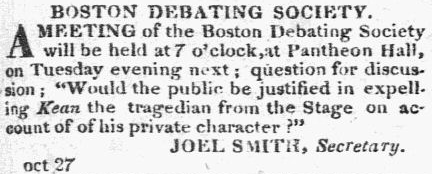
Thông báo trên báo về cuộc họp của Hiệp hội tranh luận Boston: "Liệu công chúng có chính đáng khi trục xuất nhà bi kịch Kean khỏi sân khấu vì có cách diễn riêng không?" (Tháng 10 năm 1825)

Lối sống của Kean đã gây trở ngại cho sự nghiệp diễn xuất. Kean quan hệ bất chính với Charlotte Cox nên bị người chồng kiện đòi bồi thường. Chỉ trong vòng 10 phút cân nhắc, bồi thẩm đoàn đã ra phán quyết Kean phải bồi thường thiệt hại 800 bảng Anh. Ngày 17 tháng 1 năm 1825, vụ này khiến vợ Kean bỏ ông, và Kean còn cay đắng khi bị la ó và ném trái cây vào người hôm tái xuất tại Drury Lane. Kean gần như buộc phải về ẩn cư ở Keydell House, Horndean.

### Lưu diễn Hoa Kỳ lần thứ hai
Chuyến lưu diễn Hoa Kỳ lần thứ hai năm 1825, Kean cũng phải chịu đựng thái độ giống ở Anh. Một số thành phố bày tỏ lòng khoan dung, nhưng nhiều khán giả đã lăng mạ hay thậm chí có hành động bạo lực. Tại thành phố Québec, Kean rất ấn tượng với lòng tốt của một số người Wyandot đã đến xem và còn phong ông làm thủ lĩnh danh dự Alanienouidet. Ngày 5 tháng 12 năm 1826, Kean diễn lần cuối tại New York trong vở Richard III cũng là vai ông từng diễn lần đầu trên đất Mỹ.

### Suy sụp và qua đời
Kean quay về Anh và cuối cùng đã được ưu ái, nhưng do rượu nên tài năng không tránh khỏi dần suy giảm. Kean vẫn tỏa sáng mạnh mẽ trong những khoảnh khắc đầy cảm hứng trước sự suy sụp hoàn toàn về thể chất. Đến Paris diễn, Kean đã thất bại vì say rượu. Năm 1827, Kean có vai diễn trở lại Drury Lane trong Ben Nazir của Thomas Colley Grattan nhưng vở kịch không thành công. Kean từ chối vở Alfred Đại đế của James Sheridan Knowles, vai này liền thuộc về William Macready.
Ngày 15 tháng 3 năm 1833, Kean xuất hiện lần cuối trên sân khấu tại Covent Garden trong vai Othello. Con trai ông là Charles Kean cũng vào vai Iago. Đến đoạn "Đồ khốn kiếp! Mi hãy chứng tỏ..."  trong cảnh 3 hồi 3, Kean đột nhiên ngưng lại, mấp máy khóc "Ôi Chúa ơi, tôi sắp chết. Báo với họ đi, Charles!" rồi bất tỉnh trong vòng tay con trai. Vài tuần sau, Kean qua đời tại Surrey và được an táng tại nhà thờ giáo xứ Các Thánh làng Catherington, Hampshire. Nhà thờ giáo xứ đặt tấm bảng và bức tường kỷ niệm ở bên ngoài rồi chuyển vào trong, được trùng tu nhiều trong đợt năm 1904. Những lời cuối của Kean được cho là "chết thì dễ, [diễn] hài kịch mới khó" (tiếng Anh: dying is easy; comedy is hard).

## Di sản nghệ thuật
Theo Encyclopædia Britannica Eleventh Edition, chính nhờ nhập vai sáng tạo vĩ đại của thiên tài Shakespeare, Kean đã thể hiện diễn xuất đa dạng và vĩ đại ở tầm cao nhất. Tuy vậy, vai diễn nổi bật nhất có lẽ là Sir Giles Overreach trong vở A New Way to Pay Old Debts của Philip Massinger, lần đầu Kean vào vai đã ảnh hưởng đến mức hàng ghế cuối cũng phải đứng lên hàng loạt, ngay cả các nam nữ diễn viên cũng bị cuốn hút vào ảo ảnh kịch tích xuất sắc. Nhược điểm chính của Kean cho diễn xuất đến từ vóc dáng nhỏ bé. Samuel Taylor Coleridge nói, "Xem ông ấy diễn giống như đọc Shakespeare bằng những tia chớp vậy."

## Độ lập dị
Ở đỉnh cao danh vọng, Kean khá là nhiều lập dị. Ông chọn món cho bữa tối tùy theo vai sẽ diễn. Như ăn thịt lợn khi vào vai bạo chúa, ăn thịt bò khi diễn kẻ sát nhân và vai tình nhân thì ăn thịt cừu.
Đôi khi Kean cưỡi chú ngựa Shylock của mình suốt đêm một cách liều lĩnh. Người ta còn thấy ông chơi đùa với con sư tử đã thuần hóa (quà tặng nhận trước đó) trong phòng khách.

## Đánh giá

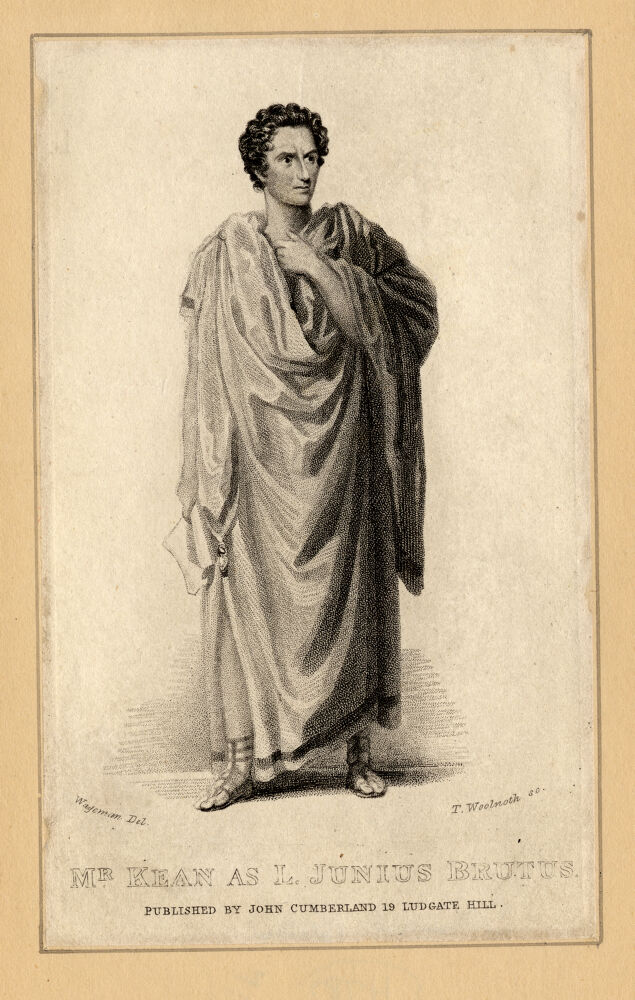
Kean trong vai Brutus

Khi Kean mới vào nghề, François Talma nói "Cậu ta là viên ngọc quý tuyệt đẹp; hãy đánh bóng và hoàn thiện, cậu ta sẽ là diễn viên bi kịch hoàn hảo." William Macready, người rất ấn tượng với Richard III của Kean, gặp nam diễn viên trong bữa tối, đã nhận xét "phong cách khiêm tốn ... thể hiện nhút nhát ở mức độ nào đó" và về "phong nhã cảm động" trong giọng hát của Kean. Khi cạnh tranh vai diễn Sir Edward Mortimer trong The Iron Chest, chỉ ba từ "I answer—No!" (n.đ. 'Tôi đáp—Không!') của Kean đã đánh bại hoàn toàn đối thủ. Cuộc đời Edmund Kean đầy thú vị đến nỗi nó đã trở thành chủ đề cho Jean-Paul Sartre sáng tác Kean hay Alexandre Dumas đưa vào Kean, ou Désordre et génie, nhờ đó mà diễn viên Frédérick Lemaître cũng đã thành công lớn khi hóa thân vào nhân vật này.

## Tác phẩm sân khấu
Một số vở kịch được viết dựa trên cuộc đời Kean, như:
- Kean, kịch của Alexandre Dumas, 1836
- Kean, hài kịch của Jean-Paul Sartre, 1953 (sản xuất năm 1954 với Pierre Brasseur, dựng lại tại Luân Đôn 1990 với sự tham gia của Derek Jacobi[19] và năm 2007 với sự tham gia của Antony Sher[20])
- Kean, nhạc kịch Broadway của Peter Stone, Robert Wright và George Forrest, 1961
- Kean, 1978, Play of the Month của BBC với Anthony Hopkins
- Kean, 1983, tiểu sử YTV với Ben Kingsley
- Kean IV, bi kịch của Grigoriy Gorin, 1991

## Tác động văn hóa
Diễn viên điện ảnh và sân khấu Anh nổi tiếng thế kỷ 20 Peter O'Toole sở hữu chiếc nhẫn đeo tay của Kean và dùng làm thi hứng để viết tập hai tự truyện Loitering With Intent: The Apprentice. (1997). Chính O'Toole đưa ra câu thoại "dying is easy; comedy is hard" (n.đ. 'chết thì dễ, [diễn] hài kịch mới khó') và lấy làm lời cuối của Kean trong phim My Favourite Year năm 1982.

## Tư liệu
- Bucke, Charles (1819), The Italians; Or The Fatal Accusation: A Tragedy, with a Preface; Containing the Correspondence of the Author with the Committee of Drury Lane Theatre; P. Moore and Mr. Kean (bằng tiếng Anh), G. and W.B. Whittaker
- Byron, George Gordon (1903), The Works of Lord Byron: Letters and journals (bằng tiếng Anh), J. Murray
- Coleridge, Samuel Taylor (1884), Table Talk of Samuel Taylor Coleridge and The Rime of the Ancient Mariner, Christobel, &c., New York: George Routledge and Sons
- Dowden, Edward (1912), Shakespeare Tragedies (bằng tiếng Anh), Oxford University Press
- Hillebrand, Harold Newcomb (1933), Edmund Kean (bằng tiếng Anh), Columbia University Press
- Ioppolo, Grace, biên tập (2003), A Routledge Literary Sourcebook on William Shakespeare's King Lear (bằng tiếng Anh), Psychology Press, ISBN 9780415234726
- Kahan, Jeffrey (2006), The Cult of Kean (bằng tiếng Anh), Ashgate Publishing, ISBN 9780754656500
- Wells, Stanley, biên tập (2000), The Oxford Shakespeare: The History of King Lear: The 1608 Quarto (bằng tiếng Anh), Oxford University Press, ISBN 9780191606762
- Read, Jan (1981), The Great British Breakfast (bằng tiếng Anh), London: Michael Joseph, ISBN 0718120043
- Ziter, Edward (2003), The Orient on the Victorian Stage (bằng tiếng Anh), Cambridge University Press, ISBN 9780521818292
- Bài viết này bao gồm văn bản từ một ấn phẩm hiện thời trong phạm vi công cộng: Chisholm, Hugh, biên tập (1911). "Kean, Edmund". Encyclopædia Britannica. Quyển 15 (ấn bản thứ 11). Cambridge University Press. tr. 705–706.